# Myra Hess
Quý bà Myra Hess (IPA: /ˈmaɪrə hɛs/), người Anh có tên đầy đủ Julia Myra Hess, nổi tiếng là một trong những nghệ sĩ dương cầm xuất sắc nhất Thế giới qua các thời đại, chủ yếu trong lĩnh vực biểu diễn các nhạc phẩm cổ điển của Bach, Mozart, Beethoven và Schumann. Việc bà qua đời đã để lại nhiều nuối tiếc trong lòng những người yêu âm nhạc trên nhiều quốc gia, nên đã có chương trình "DAME MYRA HESS MEMORIAL CONCERTS" (tưởng nhớ quý bà Myra Hess) định kì ở Chicago ở Hoa Kỳ.

## Tiểu sử và sự nghiệp

### Thời thơ ấu
Myra Hess sinh ngày 25 tháng 2 năm 1890 trong một gia đình Do Thái ở Kilburn của Luân Đôn, là con út trong 4 người con của ông Frederick Solomon Hess (thương gia dệt may) và bà Lizzie - con gái của John Jacobs, một chủ tiệm ở Luân Đôn. Myra lớn lên trong một ngôi nhà Do Thái điển hình ở Luân Đôn thời đó, bắt đầu học dương cầm lúc  5 tuổi, rồi vào học tại Trường Âm nhạc Guildhall.
Năm 12 tuổi, Myra giành được học bổng vào Học viện Âm nhạc Hoàng gia, được giáo sư Tobias Matthay hướng dẫn và giúp phát triển tài năng.

### Thời niên thiếu
Myra ra mắt công chúng lần đầu tiên vào năm 17 tuổi, khi biểu diễn hòa tấu dương cầm bản Piano Concerto No. 4 Op. 58 của Beethoven ở Queen's Hall (đại sảnh của Nữ hoàng) là một phòng hòa nhạc cổ điển nổi tiếng ở Luân Đôn, với Dàn nhạc Giao hưởng Mới và nhạc trưởng lúc đó là quý ngài Thomas Beecham. 
Sau đó, Myra liên tục được mời lưu diễn ở nhiều nước như ở Hà Lan và Pháp. Tại Mỹ, sau buổi biểu diễn ngày 24 tháng 1 năm 1922 ở New York, Myra đã trở thành nhân vật được yêu thích hàng đầu ở Hoa Kỳ, với tư cách là một nghệ sĩ độc tấu dương cầm cũng như hòa tấu dương cầm.

### Thời chiến tranh
Trong thời gian Đại chiến Thế giới thứ hai, bà và đồng nghiệp vẫn biểu diễn gần 2.000 buổi hòa nhạc phục vụ nhân dân và quân đội ở những vùng chiến sự ít ác liệt, vào ban ngày thay cho ban đêm để tránh ánh sáng phát ra thu hút các máy bay ném bom Đức, tại nhà Triển lãm Quốc gia và cả ở quảng trường như Trafalgar Square. Quá trình này kéo dài hơn sáu năm liên tục, trừ thứ bảy và Chủ nhật. Mỗi nghệ sĩ được bà bồi dưỡng 5 đồng guineas, bất kể họ là ai. Tên của bà ở thời kì này còn đồng nghĩa với "mặc kệ mọi thứ" vì người ta ví: phớt lờ "như Myra Hess chơi cả khi ném bom". Tổng cộng, bà đã tham gia 1.698 buổi hòa nhạc cho ngót một triệu lượt người xem. Năm 1951, bà đã được tặng tước hiệu quý bà vì những đóng góp này.

### Thời bình

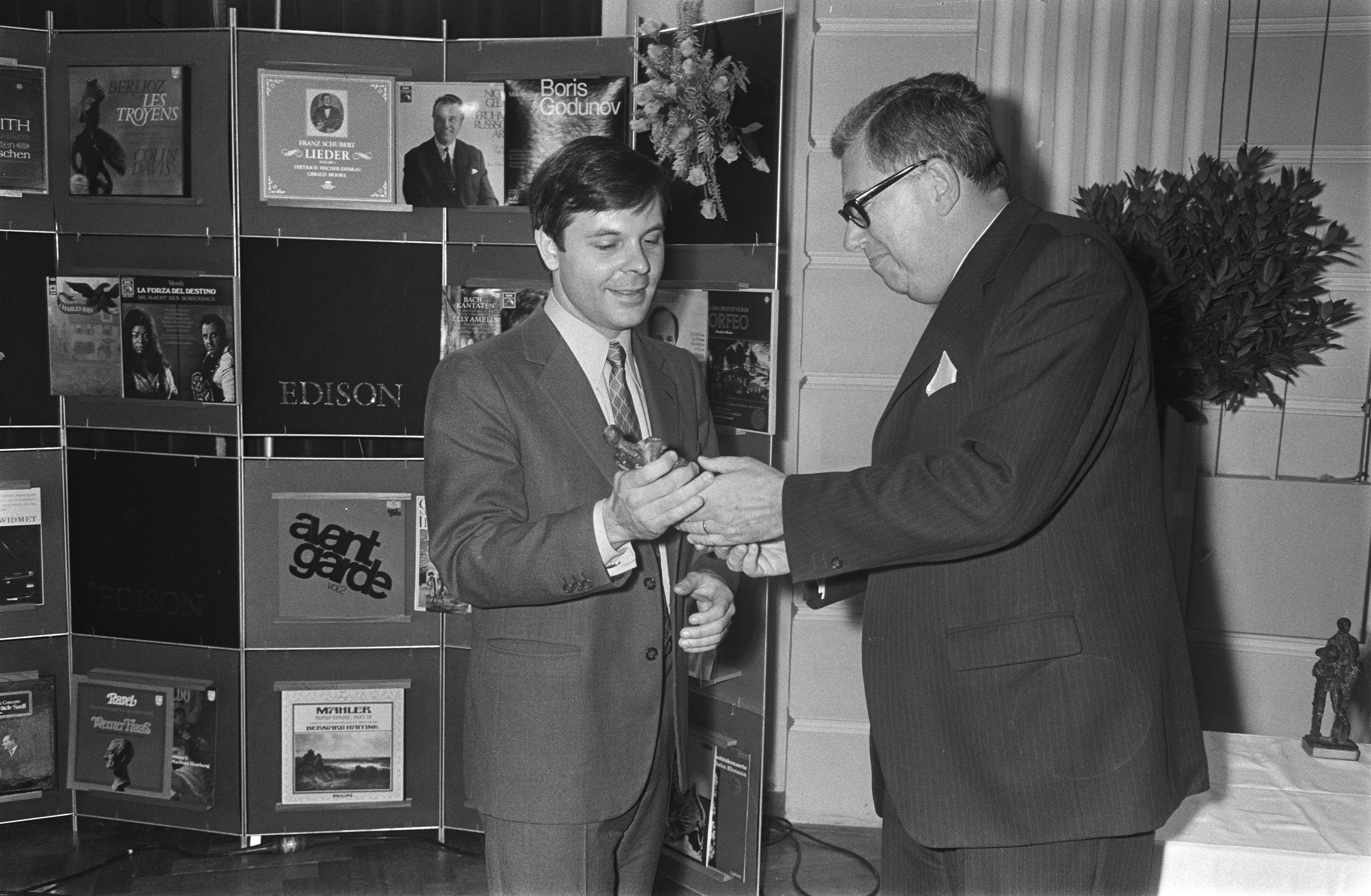
Stephen Kovacevich - học trò của Myra Hess - trong một triển lãm những tác phẩm của ông, năm 1970.

Sau chiến tranh, Myra tiếp tục biểu diễn rất nhiều; các buổi biểu diễn mang tên bà liên tục chật cứng các phòng hòa nhạc ở cả hai bên bờ Đại Tây Dương.
Tính bà rất quyết đoán. Năm 1946, Arturo Toscanini mời Myra Hess biểu diễn bản piano concerto n°5 của Beethoven cùng Dàn nhạc giao hưởng NBC tại New York. Tuy nhiên, bà và nhạc trưởng không thống nhất được một số vấn đề kĩ thuật, nên cả hai quyết định thay đổi biểu diễn bản n°3 của Beethoven.

### Tuổi già

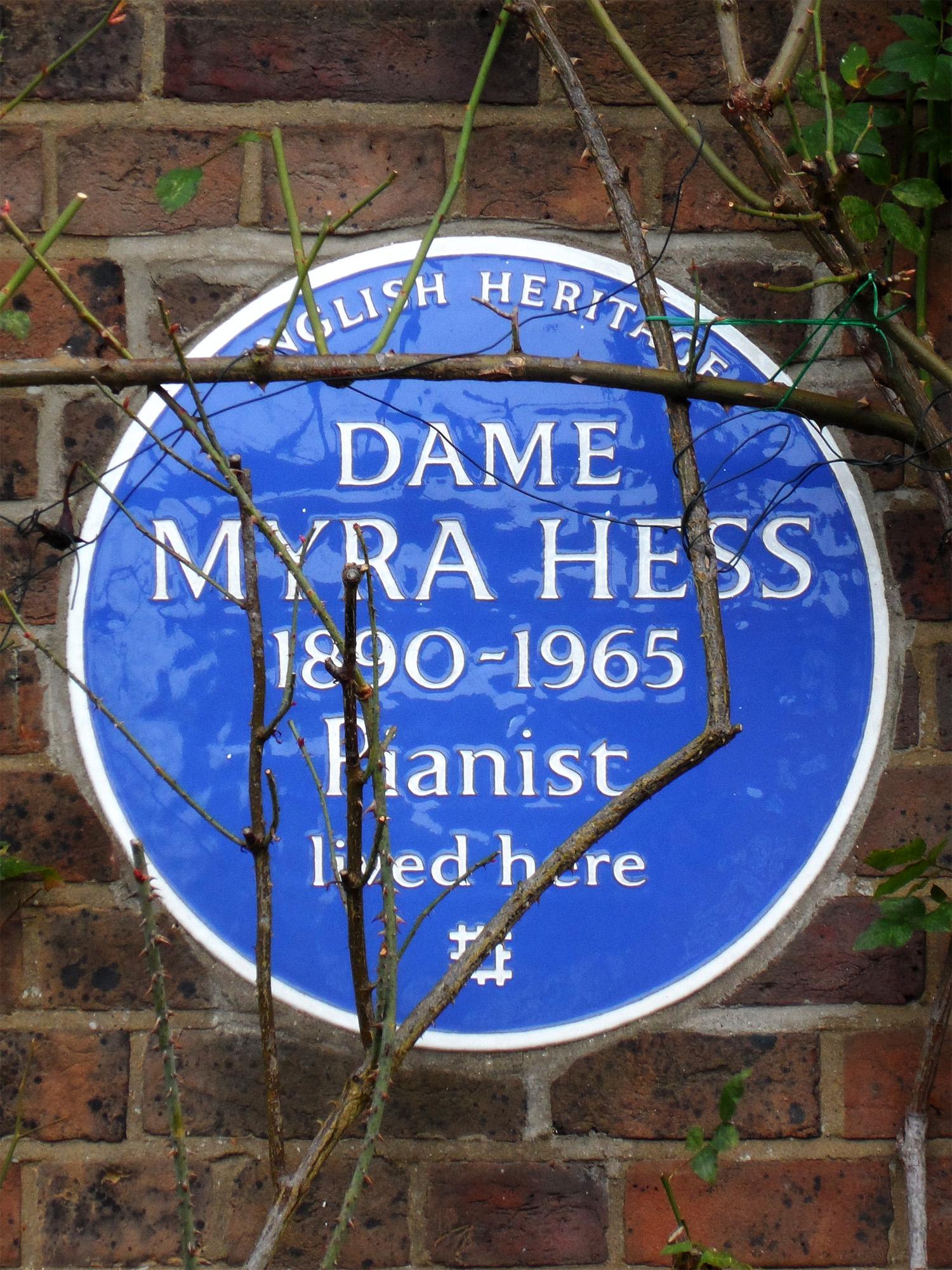
Phù điêu do English Heritage gắn năm 1987 tại bên ngoài ngôi nhà Myra Hess đã từng sống.

Bà bị đột quỵ vào đầu năm 1961, tuy nhiên hồi phục ít nhiều và vào tháng 9 năm 1961, bà công diễn lần cuối cùng của mình tại Royal Festival Hall (Đại sảnh lễ hội Hoàng gia) ở Luân Đôn. Bà cũng tiếp tục giảng dạy một số ít học sinh, trong đó có Stephen Kovacevich, sau trở thành một nghệ sĩ đương cầm và nhạc trưởng nổi tiếng.
Bà qua đời ngày 25 tháng 11 năm 1965, tại nhà riêng số 48 Wildwood Road Luân Đôn, hưởng thọ 75 tuổi vì đau tim. Nhà này đã được gắn tấm phù điêu màu xanh để tưởng niệm và ghi nhớ bà.